# Metacepon
Metacepon är ett släkte av kräftdjur. Metacepon ingår i familjen Bopyridae.
Kladogram enligt Catalogue of Life:
| Metacepon | \| \| Metacepon leidyi \| \| \| \| \| \| Metacepon pleopodata \| \| \| \| |
|           | \| \| Metacepon leidyi \| \| \| \| \| \| Metacepon pleopodata \| \| \| \| |
|           | Metacepon leidyi                                                          |
|           |                                                                           |
|           | Metacepon pleopodata                                                      |
|           |                                                                           |